# Ulánus

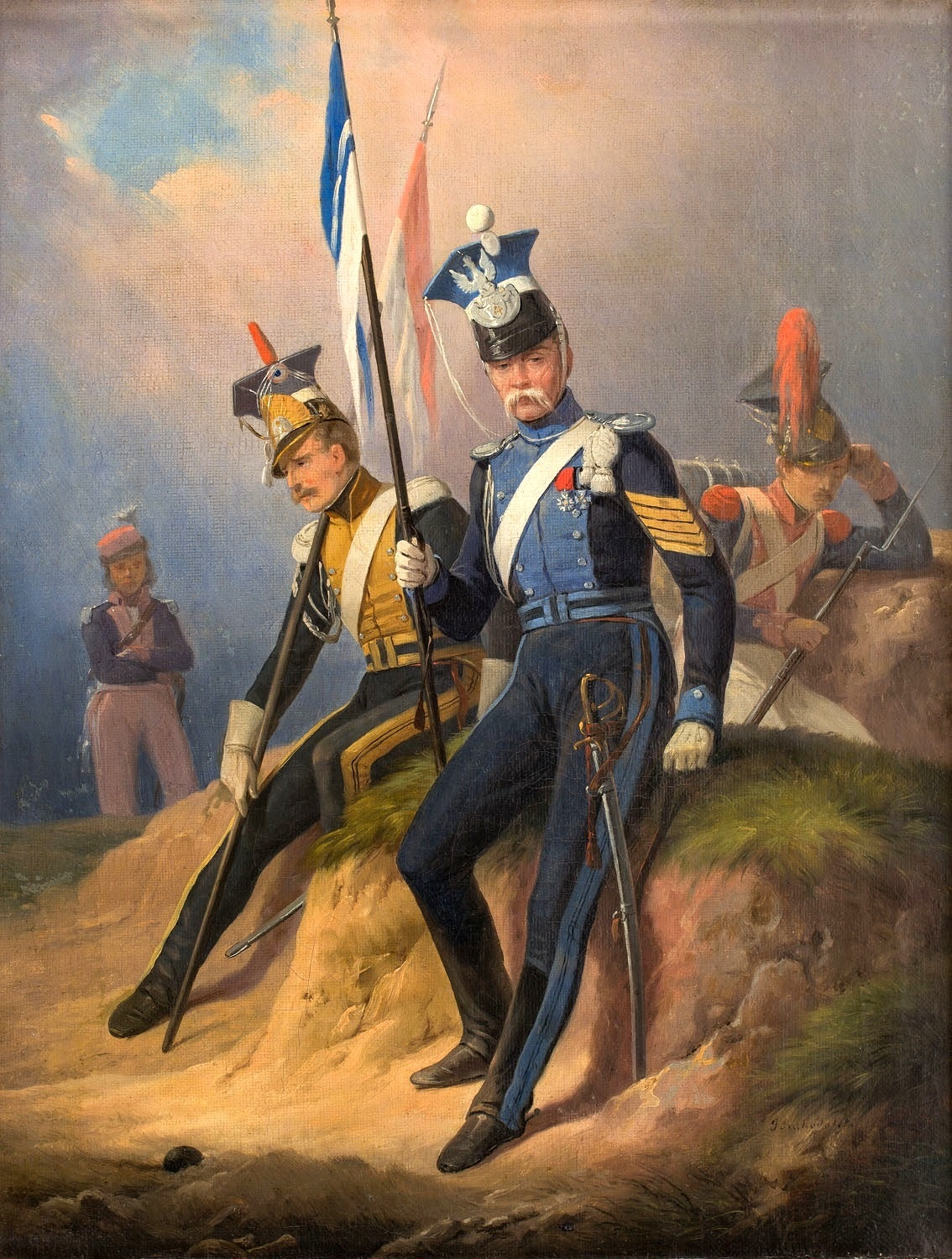
A Varsói Hercegség ulánusai (January Suchodolski festménye)

Az ulánusok (lengyelül ułan) lengyel eredetű könnyűlovas fegyvernem volt a 18. századtól a 20. század közepéig. Fegyverzetüket dzsida (263 cm hosszú lándzsa, hegye alatt kis zászlóval), szablya és pisztoly alkotta. Egyenruhájuk jellegzetessége a négyszögletes tetejű csákó (lengyelül czapka), a plasztronos mente és az oldalt csíkos nadrág.

## Története

### Az ulánusok eredete
Az ulánus szó tatár eredetű, eredeti formája oglan, jelentése legény, fiú. Az Arany Hordában és utána a Krími Kánságban a klánok közötti harcok vesztesei vagy a trónkövetelők sokszor a szomszédos keresztény országokban - így Litvániában is - kerestek menedéket. A litván nagyfejedelem és (a két nemzet perszonáluniója után) a lengyel király szívesen látta a tatár arisztokratákat, akik harci tudásukkal segítették befogadójukat. A könnyűlovas tatárok főleg felderítő, és csatákban átkaroló szerepet játszottak, fegyverzetük kopjából, íjból és szablyából állt. Az egyik, a 15. századtól a lengyel királyt szolgáló nemesi család neve volt Ułan. A család egyik tagja, Aleksander Ułan ezredes volt, aki hűen szolgálta Erős Ágost és III. Ágost királyokat, és ezredét még halála után is "Ułan gyermekeinek" (Ułanowe dzieci) vagy "Ułan seregének" (Ułanowe wojsko) nevezték, ami később ułanokra rövidült. 1764 előtt (mielőtt átszervezték a lovasságot) valamennyi, a lengyel-litván seregben harcoló tatár könnyűlovast ulánusnak nevezték. Felszerelésüket és egyenruhájukat Stanisław Poniatowski lengyel király egységesítette és szabványosította, akinek a testőrségét szintén ulánusok alkották. 

### 18. század

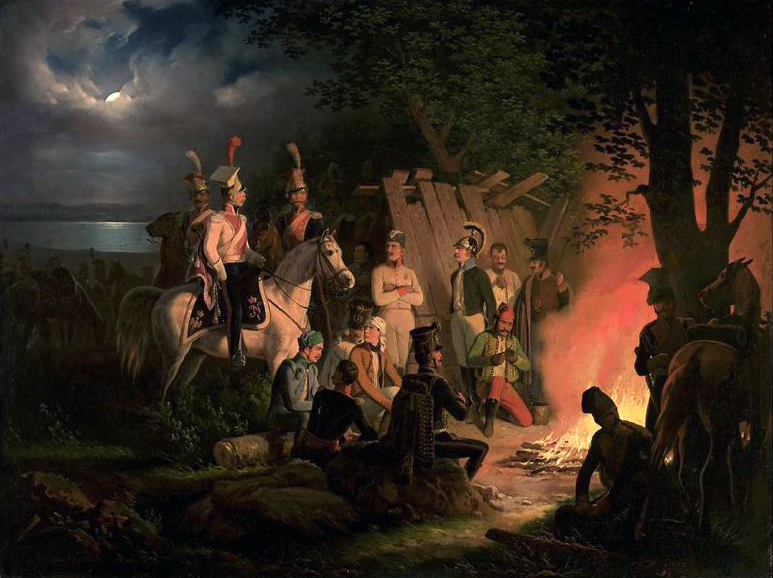
Táborozó lovasok

A 17. század végén és a 18. század elején lezajlott hadseregreformok jelentősen megváltoztatták a lovasság szerepét. Míg a középkorban a nehézlovasság frontális rohama szétzilálta az ellenség csatarendjét és csatadöntő jelentőséggel bírt, az új típusú hadseregben inkább gyorsasága és mozgékonysága jutott szerephez és főleg felderítésre, portyázásra, a szárnyak megkerülésére használták. Lengyelországban az első ulánusezredeket az 1720-as években hozták létre. Mivel a király nem mindig volt képes fizetni katonáit, a lengyel és lengyelországi tatár ulánusok a szomszédos államok seregében is szolgáltak hosszabb-rövidebb ideig. A gyors, könnyen manőverező egységek beváltak és lengyel mintára létrehozták a porosz, orosz és osztrák ulánusezredeket is. Az első próbálkozások nem mindig jártak sikerrel, az 1740-ben felállított porosz Natzmer-uhlan ezredeket helytelenül, nehézlovas taktikával alkalmazták, frontálisan megrohanva a erősített helyzetet elfoglaló gyalogságot. A sziléziai háborúkban ez a módszer nem vált be, és a fegyvernemet hamarosan fel is oszlatták.
1745-ben a Lengyelországgal perszonálunióban levő Szász Választófejedelemségben állítottak fel "Szász önkéntesek" néven lengyel mintájú ulánusezredet, majd ennek példájára Szászországi Móric herceg XV. Lajos francia királynak szervezett meg egy könnyűlovas ezredet. Ausztria 1784-ben, Lengyelország első felosztása után szerelte fel első ulánusezredeit, ekkor még döntően lengyelekből. Az első, teljesen osztrák ezredet 1791-ben állították fel.

### 19. század

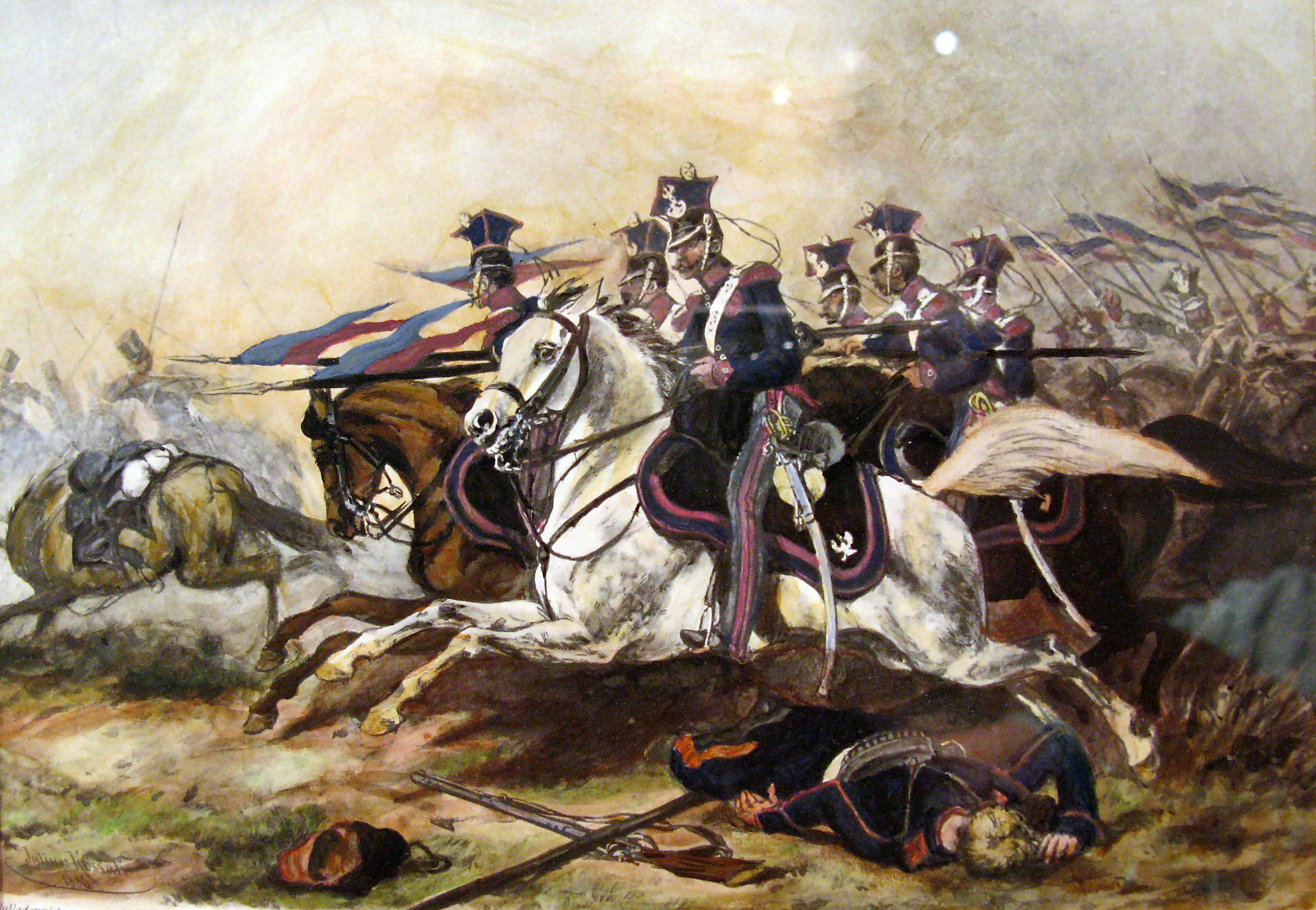
Rohamozó ulánusok az 1831-es novemberi felkelés idején

A napóleoni háborúk idején a Varsói Hercegségben a Visztula-légió és a Garde Impériale számára toboroztak ulánusokat. A franciák oldalán spanyol és német földön harcoló ulánusok egész Európával megismertették a lengyel típusú könnyűlovasságot. A somosierrai csata után maga Napóleon nyilatkozott úgy, hogy egy lengyel lovas tíz franciával felér. A hagyományos francia chevaux-léger lovasságot is erre a mintára szervezték át. Az 1807-es tilsiti béke után a poroszok is újra bevezették a dzsidás könnyűlovasságot.
A napóleoni háborúk után Európa számos országában (Anglia, Spanyolország, Portugália, Svédország, Oroszország, olasz államok) újra bevezették a lándzsás lovasságot, egyes esetekben pedig a huszárok vagy dragonyosok hadrendjének első sora kapott lándzsákat.
Lengyelországban is megőrizték hagyományaikat, ulánusok mind az 1830-as, mind az 1863-as felkelések idején harcoltak az oroszok ellen.

## Ulánusok az első világháborúban

### Németország
1914-ben a német császári hadsereg, a Deutches Heer 26 ulánusezreddel rendelkezett, ezek közül 3 gárdaezred volt, 21 sorállományú (16 porosz, 2 württembergi és 3 szász), 2 pedig az autonóm Királyi Bajor Hadsereghez tartozott. A német ulánusok mind a lengyel típusú négyszögletes czapkát viselték, valamint egyenruhájuk mellrészén plasztront (a díszegyenruhán színeset, míg a terepen 1910-ben bevezetett szürkét). Az első világháború kezdetén valamennyi német lovas lándzsával volt felszerelve, a huszárok és vérteslovasok (cuirassierek) is, ezért a franciák és britek mindet ulánusnak nevezték.
A német lovasság számára rendszeresített dzsida 318 cm hosszú és 1,6 kg volt, nyele acéllemezből készült cső volt. Hegye alatt kis zászló jelezte, hogy melyik tartományból származik az ezred. Edzett acélból készült négyélű hegye 30 cm hosszú volt. A nyél vége is hegyes volt, így szükség esetén szúrni lehetett vele.
A háború kitörése után, látva a lovasrohamok gyászos eredményét, az ulánusezredeket vagy leszállították a lóról és gyalogosként vetették be őket a lövészárkokban, vagy a átdobták őket a keleti frontra, ahol a géppuskával kevésbé felszerelt oroszok ellen még hasznukat tudták venni. Az 1918-as békekötés után mind a 26 német ulánusezredet felszámolták.

### Ausztria-Magyarország

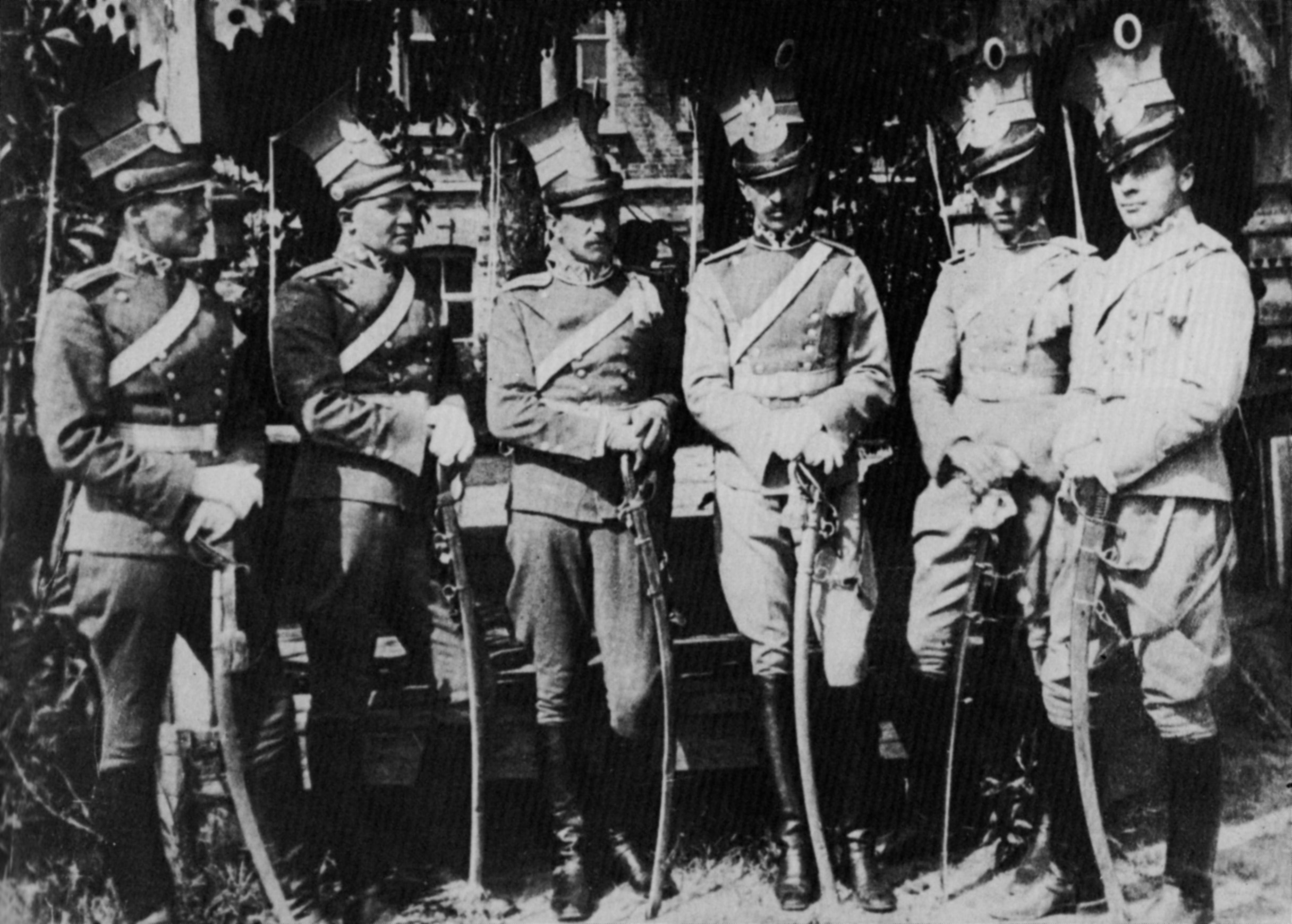
Lengyel ulánusok az első világháború idején

Az osztrák-magyar haderőhöz 11 ulánusezred tartozott, melyek legénységét főleg a birodalom lengyel részein toborozták. Egyenruhájuk az ezredszíneknek megfelelő négyszögletes csákó és a dragonyosokéval azonos világoskék mente és vörös nadrág volt. Dzsidáik hasonló volt a némethez, de nyele fából készült.
1914 végére az osztrák zászló alatt harcoló ulánusok is kénytelenek voltak leszállni a nyeregből. Kék-vörös egyenruhájukat 1915-ben terepszínűbb szürkére cserélték. A klasszikus lovascsata egyik utolsó példája az 1914. augusztus 21-én lezajlott jaroslavicei csata volt, ahol  a 4. Kavalleriedivision a cári 10. Lovashadosztállyal csapott össze.

### Oroszország
Az oroszok 1881-ben mind a 17 sorállományú ulánus ezredüket dragonyossokká változtatták (csak két gárdaezred maradt meg), csak hogy 1910-ben visszakapják dzsidáikat és hagyományos egyenruhájukat. 1914-re azonban az "ulánus" már csak a hagyományos megnevezést jelentett, valós harcászati megkülönböztetés nem rejlett mögötte.

### Lengyelország

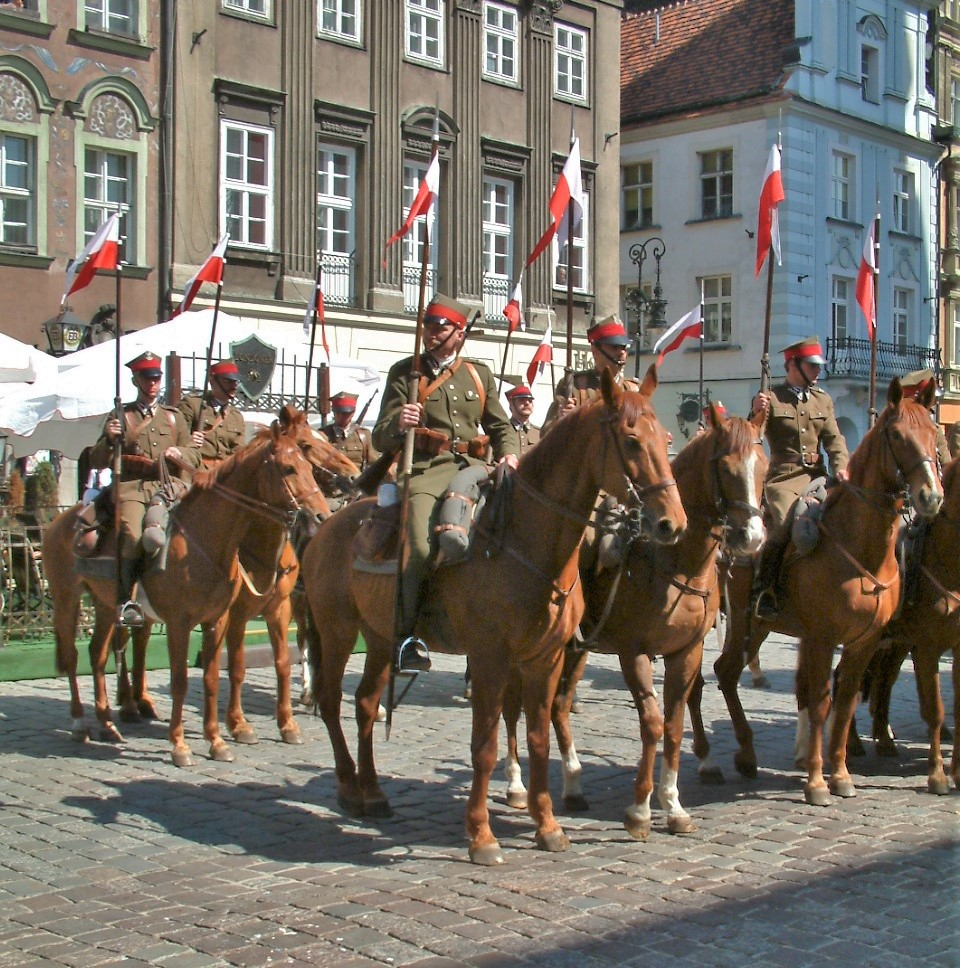
Hagyományőrzők a 15. Poznańi Ulánusezred 1939-es egyenruhájában

Az osztrák zászlók alatt küzdő, Józef Piłsudski vezette Lengyel Légiónak volt egy kisebb ulánus kontingense. Lengyelország 1918-as függetlenné válása után jelentős lovashadsereget állítottak fel, amelyek jó teljesítményt nyújtottak a nagy-lengyelországi felkelés, a lengyel–ukrán és a lengyel–szovjet háború során. A modern időknek engedve, lóvontatta tüzérséggel is felszerelték az ulánusokat, akik azonban megtartották kardjukat és lándzsájukat is. 1920-ban más ütközetek mellett részt vettek Európa utolsó valódi lovascsatájában is Komarównál, az előrenyomuló szovjetek elleni küzdelemben.
A háború után a lengyel lovasság megmaradt, de jelentősen megreformálták, a kard mellett tankelhárító és légvédelmi fegyverekkel szerelték fel őket, és alapvetően gyorsan mozgó, de gyalogosként harcoló (gyakorlatilag dragonyosnak megfelelő) egységekké változtatták. Lengyelország 1939-ben 11 ilyen "lovasított" dandárral rendelkezett.
A közismert történet szerint a második világháború kitörésekor a lengyel lovasság lándzsákkal rohamozta meg a német tankokat.  A legenda hátterében az az eset áll, amikor a háború első napján Krojanty mellett egy lengyel lovasegység klasszikus szablyás rohammal szétszórta a német gyalogságot, de az erősítésül érkezett felderítő páncélgépkocsik géppuskatüzére kénytelen volt visszavonulni. A helyszínt megtekintő olasz újságíró írta, hogy a bátor lengyelek karddal és lándzsával rohamozták meg a páncélosokat, amit aztán mind a német, mind a szovjet propagandagépezet felkapott, hogy hangsúlyozhassák a lengyel hadsereg elmaradottságát és ostobaságát.

## Fordítás
- Ez a szócikk részben vagy egészben  az   Uhlan című angol Wikipédia-szócikk ezen változatának fordításán alapul.  Az eredeti cikk szerkesztőit annak laptörténete sorolja fel. Ez a jelzés csupán a megfogalmazás eredetét és a szerzői jogokat jelzi, nem szolgál a cikkben szereplő információk forrásmegjelöléseként.